# ترمدوق
ترْمَدُوق (بالويلزية: Tremadog) قرية بشمال غربي ويلز. انتهى بناء مركزها عام 1811.

## أعلام
- مايسون ريان
- جيمي جيويل
- توماس إدوارد لورنس